# Tsukuyomi: Moon Phase
Tsukuyomi: Moon Phase (月詠 Tsukuyomi?) es una serie de manga creada por Keitarō Arima acerca de una joven vampiro llamada Hazuki y Kouhei Morioka, un fotógrafo independiente japonés, y los intentos de Hazuki para hacer que Morioka sea su sirviente.
El manga fue adaptado en 25 episodios de anime por el estudio Shaft y salió al aire en TV Tokyo el 4 de octubre del 2004 al 28 de marzo de 2005, seguido de un episodio adicional lanzado solo en DVD el 22 de febrero de 2006, creado por Type-Moon. La OVA tiene muy poco que ver con la serie original fuera de tener algunos de los mismos personajes, y tiene una historia completamente diferente que no encaja en todo lo que vino antes que ella.
Tokyopop publica una versión en inglés del manga, mientras que FUNimation lanzó la versión en inglés del anime con el nombre Moon Phase. La primera temporada está disponible a través de Sony PlayStation 3 en las tienda de videos Hulu, Joost, FUNimations YouTube y iTunes Store.

## Argumento
La historia es sobre la relación entre Kouhei Morioka y Hazuki. Al comienzo de la historia, Kouhei viaja a un castillo en Alemania para tomar fotografías de fenómenos paranormales por su amiga Hiromi, quien es la editora de una revista de ocultismo. En el castillo, Kouhei se encuentra con Hazuki, que se alimenta de su sangre y lo reclama como su sirviente, pero el no lo acepta. A pesar de este "pacto de sangre" se supone que se Kouhei se convertiría en el esclavo de Hazuki, pero no tiene ningún efecto sobre Kouhei. A raíz de una batalla entre los brujos, en el que Kouhei y su primo logran liberar a Hazuki de su cautiverio en el castillo, Hazuki viaja a Tokio, y se instala con Kouhei en casa de su abuelo en Japón. Hazuki afirma que, debido a que se alimentaba de su sangre, Kouhei ahora es su sirviente, pero Kouhei continuamente se niega a obedecerla, sobre todo cuando cree que sus peticiones son razonables. A pesar de su lucha, la relación entre el dúo progresa con el tiempo, hasta que Kouhei se decide a proteger a Hazuki de su familia, que están decididos a recuperarla por cualquier medio necesario.

## Medios

### Manga
Tsukuyomi: Moon Phase fue escrita por Keitarō Arima, y publicado originalmente por Wani Books. Publicado a partir de marzo de 2000, la serie cuenta con 16 volúmenes, con el último de ellos lanzado en marzo de 2009 en Japón. Tokyopop y Madman Entertainment habían comunicado la publicación de la versión en inglés del manga, pero debido a problemas financieros, Tokyopop aplazado algunas de las fechas. El manga está licenciado en Taiwán por Sharp Point Press.
| Volumen | Japonés            | Japonés                 | Inglés             | Inglés                   |
| Volumen | ISBN               | Fecha de publicación    | ISBN               | Fecha de publicación     |
| ------- | ------------------ | ----------------------- | ------------------ | ------------------------ |
| 1       | ISBN 4-8470-3342-6 | Marzo de 2000           | ISBN 1-59532-948-X | 12 de diciembre de 2005  |
| 2       | ISBN 4-8470-3361-2 | Septiembre de 2000      | ISBN 1-59532-949-8 | 7 de marzo de 2006       |
| 3       | ISBN 4-8470-3395-7 | Abril de 2001           | ISBN 1-59532-950-1 | 13 de junio de 2006      |
| 4       | ISBN 4-8470-3423-6 | Diciembre de 2001       | ISBN 1-59532-951-X | 12 de septiembre de 2006 |
| 5       | ISBN 4-8470-3432-5 | Junio de 2002           | ISBN 1-59532-952-8 | 12 de diciembre de 2006  |
| 6       | ISBN 4-8470-3443-0 | Febrero de 2003         | ISBN 1-59532-953-6 | 13 de marzo de 2007      |
| 7       | ISBN 4-8470-3457-0 | 24 de octubre de 2003   | ISBN 1-59532-954-4 | 12 de junio de 2007      |
| 8       | ISBN 4-8470-3469-4 | 22 de mayo de 2004      | ISBN 1-59532-955-2 | 11 de septiembre de 2007 |
| 9       | ISBN 4-8470-3486-4 | 24 de diciembre de 2004 | ISBN 1-4278-0163-0 | 11 de diciembre de 2007  |
| 10      | ISBN 4-8470-3509-7 | 25 de julio de 2005     | ISBN 1-4278-0164-9 | 8 de abril de 2008       |
| 11      | ISBN 4-8470-3535-6 | 25 de marzo de 2006     | ISBN 1-4278-0726-4 | 8 de agosto de 2008      |
| 12      | ISBN 4-8470-3578-X | 25 de octubre de 2006   | ISBN 1-4278-0727-2 | 4 de noviembre de 2008   |
| 13      | ISBN 4-8470-3597-6 | 25 de abril de 2007     | ISBN 1-4278-1161-5 | Aplazado por Tokyopop    |
| 14      | ISBN 4-8470-3619-0 | 24 de noviembre de 2007 | ISBN               | -                        |
| 15      | ISBN 4-8470-3647-6 | 24 de julio de 2008     | ISBN               | -                        |
| 16      | ISBN 4-8470-3677-4 | 24 de marzo de 2009     | ISBN               | -                        |

### Anime
La serie consta de 25 episodios y un ova.
Cada episodio termina con una imagen fija creado por un ilustrado invitado, a las que se denominó endcards. 
Las endcards fueron un concepto completamente nuevo en el anime japonés, rápidamente adoptado por otras producciones.

#### Música
Opening
1. "Neko Mimi Mode" por Dimitri from Paris (Episodios 1–8, 10–13, 15–24)
2. "Tsuku Yomi Mode" por Dimitri from Paris (Episodios 9, 14)

Ending
1. "Kanashii Yokan"
  - Letra, composición y arreglos: Yukari Hashimoto
  - Voces: Marianne Amplifier, con Yuka
2. "Nami no Toriko ni naru you ni" (Episodio 7)
  - Letra: Kenzō Saeki
  - Composición y arreglos: Naruyoshi Kikuchi
  - Voz: Noriko Ogawa
3. "Pressentiment triste" por Marianne y Yuka (Episodio 19)
4. "Neko Mimi Mode" por Dimitri from Paris (Episodio 25)

## Críticas
Hyper elogia al anime porque el diseño de sus personajes y la animación son bastante buenos y la serie cuenta con algunos fondos muy buenos de arte gótico. La secuencia es criticada por ser demasiado desordenada.